# Toeclip

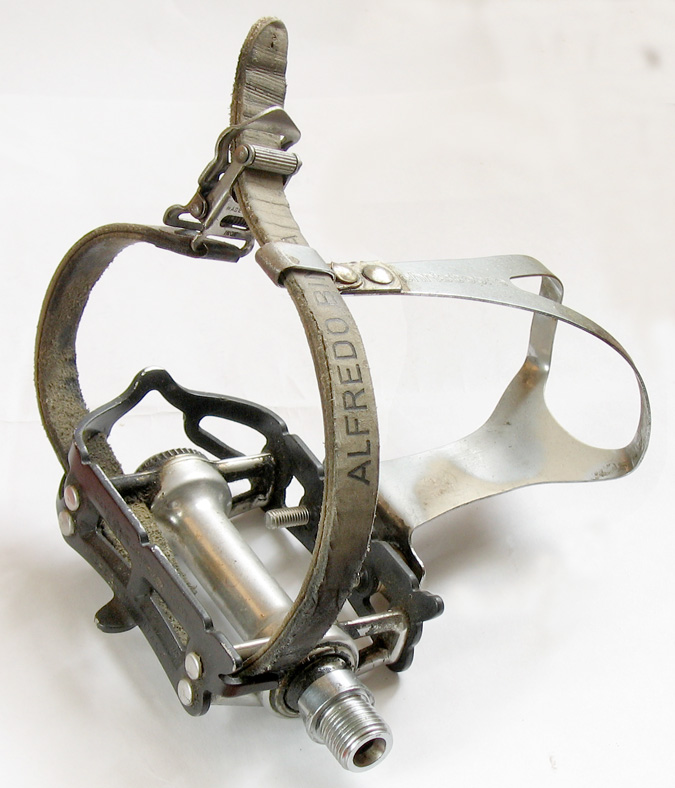
Linkerpedaal met toeclip, 1980

Een toeclip, Engels voor teenklem, is een beugeltje dat op de pedalen van een fiets wordt gemonteerd. Hierdoor kan de voet niet van het pedaal afglijden en kun je het pedaal ook omhoog trekken. 
Door het beugeltje wordt een leren riempje gestoken, dat vervolgens onder het (metalen) pedaal loopt. Een klemsysteem zorgt ervoor dat het riempje strakgetrokken kan worden, zodat de koersschoen goed op het pedaal blijft. Wielrenners trekken de riempjes van hun toeclips zeer strak aan voor het aangaan van de eindsprint.
Toeclips werden vooral op racefietsen gebruikt. Door de komst van de klikpedalen worden ze nog maar zelden toegepast.